# Папіліт
Папіліт (лат. papillitis) — запалення анальних сосочків.

## Визначення
Анальні сосочки (папілли, papillae anales) — залишки ектоендодермальної перегородки. Наявність невеличких сосочків в організмі — явище нормальне, лікування не потребує. А власне папілітом називається гіпертрофія та запалення цих сосочків.

## Причини виникнення
Іноді анальні сосочки, які схожі на поліпи, починають гіпертрофуватися та випадати з прямої кишки. Причин для гіпетрофії існує декілька:
- механічне подразнення калом анального каналу;
- порушення відтоку крові з таза;
- інші запальні захворювання проктології, такі як криптит, проктит, парапроктит тощо.

## Клінічні ознаки
- періодичний чи постійний біль у задньому проході, що особливо посилюється при рідкій чи тривалій дефекації;
- почуття стороннього предмета в задньому проході;
- почуття неповного випорожнення;
- в разі трамватизації поверхні каналу — кровоточивість.

## Діагностика
Для діагностування папіліту роблять зовнішній огляд анального каналу, прямої кишки, ректороманоскопію, аноскопію (щоб оцінити наявність анальних сосочків, їз розміри і стан). Також враховуються загальний стан пацієнта, анамнез.

### Диференціальна діагностика
Найважливішою диференціальною діагностикою є розмежовування анальних сосочків від поліпів, оскільки вони схожі зовні. Різняться вони розташуванням відносно аноректальної лінії (поліпи — вище неї, а анальні сосочки — на рівні цієї лінії), кольором (темно-червоний та блідий відповідно). Також анальні сосочки варто відрізняти від бугрів, що утворюються при анальних тріщинах, та від гемороїдальних вузлів.

## Лікування
Якщо анальні сосочки не гіпертрофовані, вони лікування не потребують. У разі гіпертрофії сосочків їх видаляють. При розвитку папіліту без гіпертрофії проводять консервативну терапію.

## Прогноз
Папіліт та гіпертрофія анальних сосочків не становлять небезпеки для життя людини. Але самі по собі ані папіліт, ані гіпертрофія не виникають. Тому треба звернути увагу на основне захворювання і лікувати його (парапроктит, анальна тріщина, пектеноз / рубцовий стеноз прямої кишки тощо).